# Brigitte Askonas
Brigitte Alice Askonas (1er avril 1923 - 9 janvier 2013) est une immunologue britannique et professeure invitée à l'Imperial College de Londres à partir de 1995,,.

## Enfance et formation
Brigitte Askonas naît de parents tchécoslovaques, juifs convertis au catholicisme, qui ont fui l'Autriche après l'arrivée au pouvoir des nazis. Née à Vienne, Brigitte Askonas étudie la biochimie à l'université McGill et effectue ses travaux de troisième cycle à l'école de biochimie de l'université de Cambridge où elle est élève du Girton College, Cambridge,,,,.
Parmi ses modèles au sein du département figurent deux scientifiques, Marjory Stephenson et Dorothy Needham, deux des premières femmes à être élues à la Royal Society. Elle dit qu'elles lui ont appris que « la bonne science est reconnue indépendamment du sexe du scientifique ». Ses recherches de doctorat ont été supervisées par Malcolm Dixon,,.

## Carrière et recherche
Brigitte Askonas occupe d'abord un poste à l'Allan Memorial Institute of Psychiatry (associé à l'Université McGill). En 1952, elle rejoint le personnel du National Institute for Medical Research (NIMR) où elle dirige la division d'immunologie de 1976 à 1988,.
Au NIMR, elle commence à étudier la biosynthèse des polypeptides dans les protéines du lait de chèvre, et répond à une grande question de l'époque sur leur caractère monochaîne : les peptides sont synthétisés à partir d'acides aminés rapidement en un seul morceau. De 1955 à 1959, elle étudie les sites de formation des anticorps en utilisant la radioactivité pour développer notre compréhension des molécules d'anticorps et des cellules du système immunitaire. De 1959 à 1961, elle étudie les tumeurs plasmocytaires comme modèles de formation d'anticorps. Elle a ensuite étudié les macrophages et leur rôle dans la présentation des antigènes (1962-1968). De 1963 à 1966, elle étudie le devenir de l'antigène en relation avec la formation d'anticorps, puis poursuit son étude des cellules B de 1965 à 1970.
Elle écrit plusieurs biographies de scientifiques de renom, dont Niels Kaj Jerne, et John Herbert Humphrey (en). Askonas réalise une interview filmée de Stanley Peart dans le cadre de ce qui est devenu les Medical Sciences Video Archive, conservées dans les collections spéciales de la bibliothèque de l'université Brookes d'Oxford.

## Distinctions et récompenses
En 2007, elle est nommée associée étrangère de l'Académie nationale des sciences des États-Unis, et reçoit le prix Robert Koch. Elle est également élue membre de la Royal Society (FRS) en 1973 et membre de l'Académie des sciences médicales (FMedSci).